# Josep Mir i Marcet
|  | Per a altres significats, vegeu «Josep Mir». |

Josep Mir i Marcet (Sabadell, 10 de març de 1858 - 20 d'octubre de 1926) fou un metge i regidor de Sabadell.

## Biografia
Va néixer a Sabadell en el si d'una família humil de treballadors tèxtils. El doctor Mir va exercir de barber durant 15 anys. Es llicencià en medicina l'any 1883 per la Universitat de Barcelona. Va fundar la Lliga d'Higiene Escolar de Sabadell i va cofundar els serveis de Maternologia i Puericultura de la ciutat. Durant 40 anys va exercir de metge a l'Hospital i Casa de Beneficència de Sabadell. Va presidir l'Acadèmia Catòlica en dos períodes, el 1887-1888 i el 1905-1906. Va ser regidor de l'Ajuntament de Sabadell. Va escriure diversos opuscles sobre qüestions mèdiques, d'entre els quals destaca: "Un nou establiment de beneficència", projecte de creació d'un sanatori popular per a malalties infeccioses al paratge del Taulí, que va ser realitat el 1908.